# The Lost Okoroshi
Pour plus de détails, voir Fiche technique et Distribution.
The Lost Okoroshi est un film nigérian réalisé par Abba Makama, sorti en 2019.

## Synopsis
Raymond Obinwa rêve de la danse des masques. L'un d'eux le poursuit et il se réveille en sursaut. Il raconte son rêve à un ami, Okonkwo, qui lui conseille de ne pas fuir le masque, qui représente l'esprit des ancêtres. Peu après, cet ami se suicide. Une nuit, Raymond suit son conseil, l'esprit disparaît et son ami lui raconte l'histoire du puissant masque d'Okoroshi. Au réveil, Raymond est changé en masque.

## Fiche technique
- Réalisation : Abba Makama
- Production : Osiris Film and Entertainment
- Scénario : Abba Makama, Africa Ukoh
- Photographie : Michael Omonua
- Musique : Shay Who
- Langues : pidgin anglais, igbo
- Dates de sortie : 
  - Festival international du film de Toronto : 6 septembre 2019
  - Festival du film de Londres : 3 octobre 2019

## Distribution
- Seun Ajayi : Raymond
- Judith Audu : Nneka, sa femme
- Tope Tedela : Dr. Dauda, un anthropologue
- Ifu Ennada : Sarafina
- Chiwetalu Agu : Chief Okonkwo
- Demi Banwo : Mr. Osagie
- Ibrahim Jammal : Musa, le collègue de Raymond

## Accueil critique
The Hollywood Reporter apprécie « la vision semi-comique de la tradition opposée aux mœurs contemporaines ». 
Indiewire rappelle que la tradition des masques est fortement enracinée au Nigeria et cite les propos du réalisateur Abba Makama : 

« Je veux que les Africains gardent le contact avec leurs cultures et traditions. La mondialisation rend de plus en plus difficile pour nous de nous connecter à notre passé. Les masques ont le plus souvent été diabolisés et considérés comme de mauvais augure dans les religions occidentales. Avec ce projet, j'ai pour but de réécrire ce récit et de le faire revivre comme entité colorée, joueuse et bienveillante. »

Les tenues masquées sont surtout connues pour être présentes dans la tradition yoruba de l'Egungun, mais The Lost Okoroshi les montre dans la culture igbo, qui possède la tradition du masque Ijele. Un journaliste rappelle que dans cette culture, les Okoroshi sont de jeunes initiés qui punissent les malfaiteurs.